# Малая Бебеха
Малая Бебеха — река в России, протекает в Нагорском районе Кировской области. Правый приток Бебехи.
Река берёт начало западнее населённого пункта Новоселы. Течёт на северо-восток, сливаясь с Средней Бебехой поворачивает на юго-восток. Сливаясь с Большой Бебехой образует реку Бебеху. Устье реки находится в 11 км по правому берегу реки Бебеха. Длина реки составляет около 11 км (14 км от истока Средней Бебехи).

## Данные водного реестра
По данным государственного водного реестра России относится к Камскому бассейновому округу, водохозяйственный участок реки — Вятка от истока до города Киров, без реки Чепца, речной подбассейн реки — Вятка. Речной бассейн реки — Кама.